# À l'abri de notre arbre
À l'abri de notre arbre est une œuvre autobiographique de Georges Simenon, publiée pour la première fois aux Presses de la Cité en septembre 1977. 
L'œuvre est dictée à Montreux (Vaud), du 12 décembre 1975 au 6 janvier 1976, puis à Lausanne, 12 avenue des Figuiers, du 9 janvier au 13 avril 1976 ; elle est révisée du 6 au 8 septembre 1976.
Elle fait partie de ses Dictées.

## Résumé
Dans À l'abri de notre
arbre, Simenon insiste surtout sur le fait qu'il faut avant tout rester
vrai, qu'il faut dicter à l'état brut, dresser indirectement le bilan de sa
vie, non pas à la manière d'un chef comptable, mais comme un simple mortel : «
Je ne veux pas dicter le meilleur de moi-même, mais le moi-même entier, avec
son bon et son mauvais côté, ses faiblesses et ses défaillances, y compris
souvent, je m'en rends compte, les faiblesses grammaticales ».
De plus, « la sincérité n'est jamais complètement acquise.
Elle se crée et se recrée à la force du poignet ».